# 安楽寺 (徳島県上板町)
安楽寺（あんらくじ）は徳島県板野郡上板町にある高野山真言宗の寺院。温泉山（おんせんざん）瑠璃光院（るりこういん）と号す。本尊は薬師如来。四国八十八箇所第六番札所、阿波北嶺薬師霊場第2番札所。大師堂前から湧き出る宿坊の温泉とラジウム鉱泉入りの薬湯も有名である。
- 本尊真言：おん ころころ せんだりまとうぎ そわか
- ご詠歌：かりの世に知行（ちぎょう）争うむやくなり 安楽国の守護（しゅご）をのぞめよ

## 歴史
寺伝によれば弘仁6年（815年）に現在地よりおよそ2km離れた安楽寺谷に、空海（弘法大師）が堂宇を建立し薬師如来を刻んで本尊としたという。往時は温泉湯治の利益で、山麓から広大な寺域を誇り十二宇門甍を接し鈴鐘の響きが絶えることがなかったが、天正年間（1573年 – 1592年）に長宗我部元親の兵火により焼失し荒廃した。
万治年間（1658年 – 1661年）に現在地に駅路寺であった瑞運寺を併合して再建される。
承応2年（1653）巡拝した澄禅の『四国遍路日記』では「駅路山浄土院安楽寺」、貞享4年（1687）刊行の『四国辺路道指南』には「六番安楽寺又は瑞運寺とも云う」、元禄2年（1689）刊行の『四国徧礼霊場記』には「瑠璃山日興院瑞運寺」、寛政12年（1800）刊行の『四国遍礼名所図会』には「六番温泉山安楽寺」と名称が変遷している。
九尺五寸（約361cm)の本尊薬師如来坐像は、昭和37年（1962年）当寺の住職にすすめられて、妻の難病平癒祈願のため四国遍路を続けていた夫婦が、遍路途中に病気平癒をした報恩のために奉納したもので、一尺三寸（約49cm）の古来の本尊を胎内仏として納められている。

## 境内
- 山門（鐘楼門・仁王門） - 白壁の竜宮門形式で上層が鐘楼になっている。門の左右の切妻造建物内に金剛力士（仁王）像が安置されている。宿坊に泊まらない遍路はこの上層内部で通夜をする。
- 金剛宝拝殿：本堂の前に接続された前屋根。一対の童観音、青銅製香炉、燭台が並び、欄間には空海の一代記の彫刻が設置されている。
- 本堂：堂内で本尊を拝観できる。納経所も中にある。
- 大師堂：堂内で大師像を拝観できる。不動明王坐像と愛染明王坐像が両脇仏。この三体をはじめ仏師・松本明慶が無名時代から彫り続けた仏像約60体が各堂にある。
- 性霊殿・灌頂窟：本堂の奥と大師堂の間の繋がったところで、1丈の金色阿弥陀如来立像がいて、宿泊者は他言無用の修行「くす供養」に参加できる。
- 多宝塔：五智如来を拝観できる。
- 観音堂
- 逆松（さかまつ） - 修行中の空海を猟師が猪と間違って矢で射たが、矢は松に刺さって事なきを得た。そこで空海は射抜かれて折れた松を逆さに植え、この松が栄えたならこの地を訪れたものは厄災を免れるだろうと予言したという。大師堂の右前にある。
- 願い棒：大師堂左前の修行大師像の前に置かれた願い棒を年齢の十の位の数と一の位の数（例えば64歳だと6本と4本の10本）を持ち般若心経を唱えて像を右周りに巡り一本づつ大師像正面に来た時に置き願を懸ける。終わったら大師宝号を7遍唱え、棒は元に戻す。

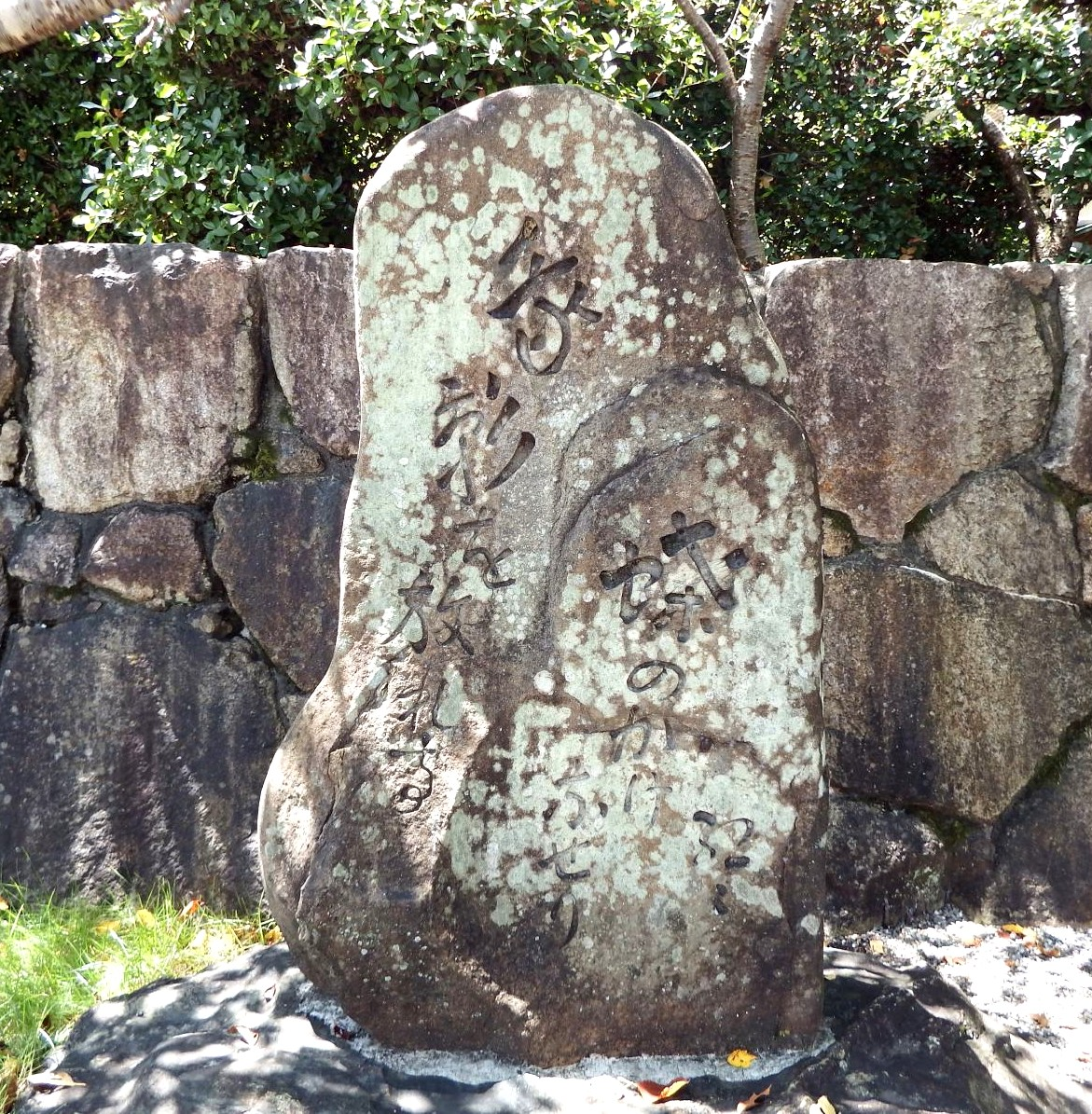
古い句碑

- 句碑：県道脇の大師石像の台座の三面に山頭火の「暮れても宿がないもずがなく 」「分け入っても分け入っても青い山」「雪ふるひとりひとり行く」が、山門右の入り口の右に古い句碑が、山門を入って左側に「駅路寺の灯をあびて発つ遍路哉」が、大師堂の入口両脇に山頭火の「うれしいこともかなしいことも草しげる」「もりもりもりあがる雲へあゆむ」、本堂入口前に山頭火の「人生即遍路」がある。
- 四国八十八箇所モデルトイレ - 霊場の雰囲気にあったつくりで1998年に設置されたもので、四国霊場の雰囲気を壊さない外観でバリアフリーにも配慮されている。

竜宮門型の鐘楼門を入ると右に手水鉢が置かれ、左側には回遊式日本庭園があって、池の奥に多宝塔が建つ。正面奥に本堂が建ち、その右手に大師堂、左側に観音堂がある。本堂付近に修行大師像と願い棒が、多宝塔の近くに逆松がある。納経所は本堂内左側にある。
- 宿坊：定員250名　温泉は一時枯渇したが、2000年頃に大師堂前より新たな温泉が湧き出ている。
- 駐車場：50台・バス10台。無料。

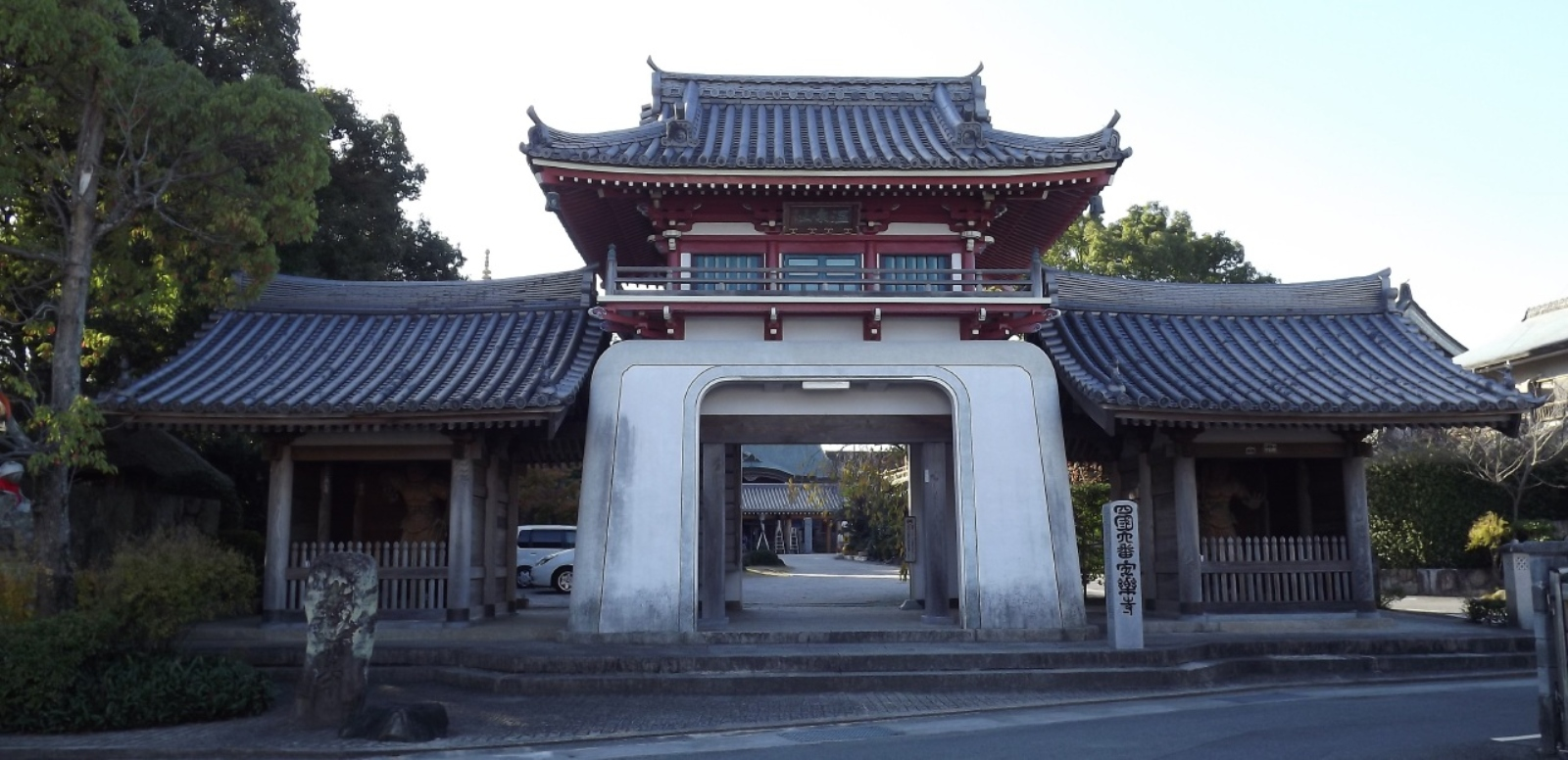
仁王門
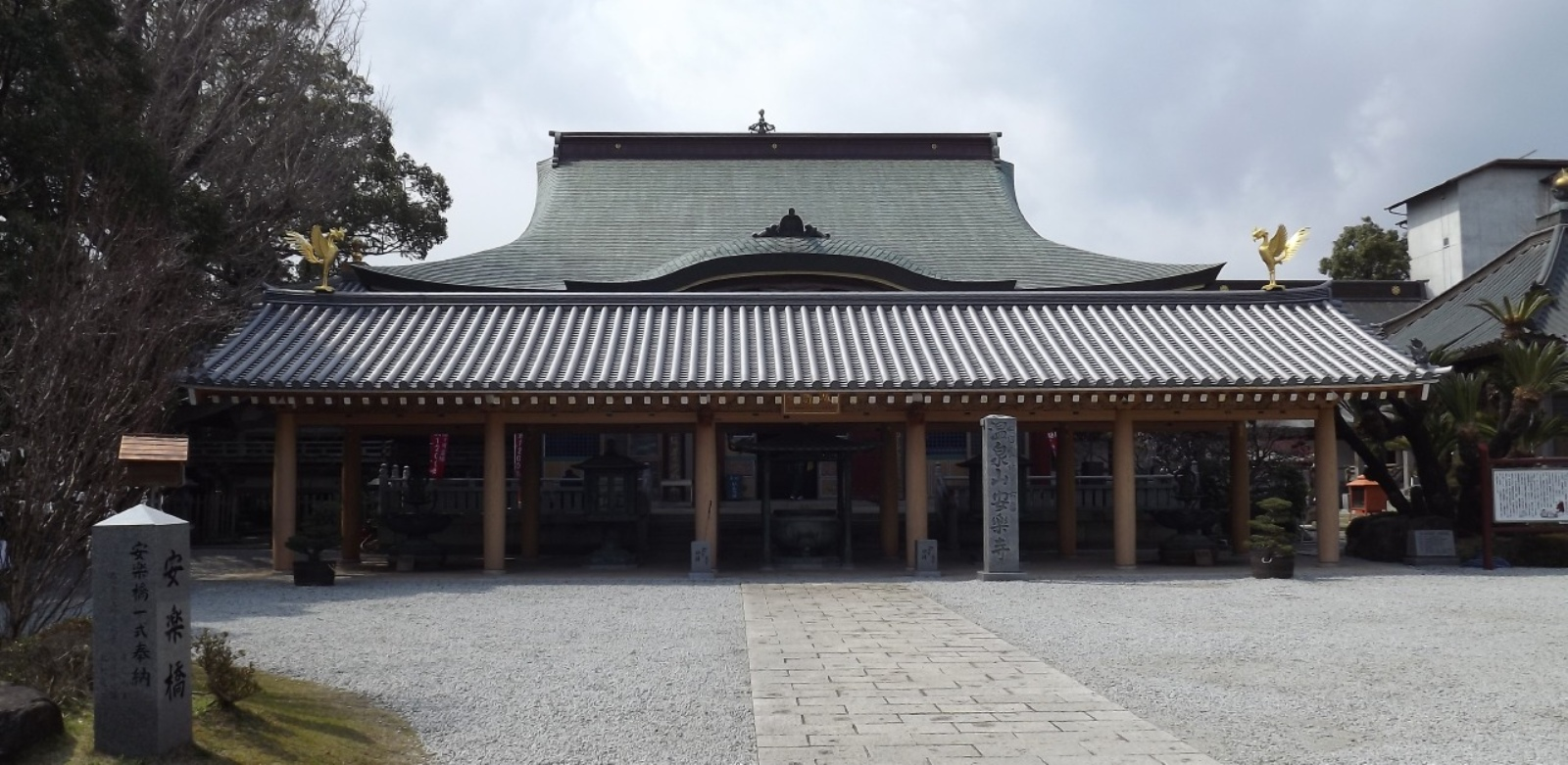
本堂
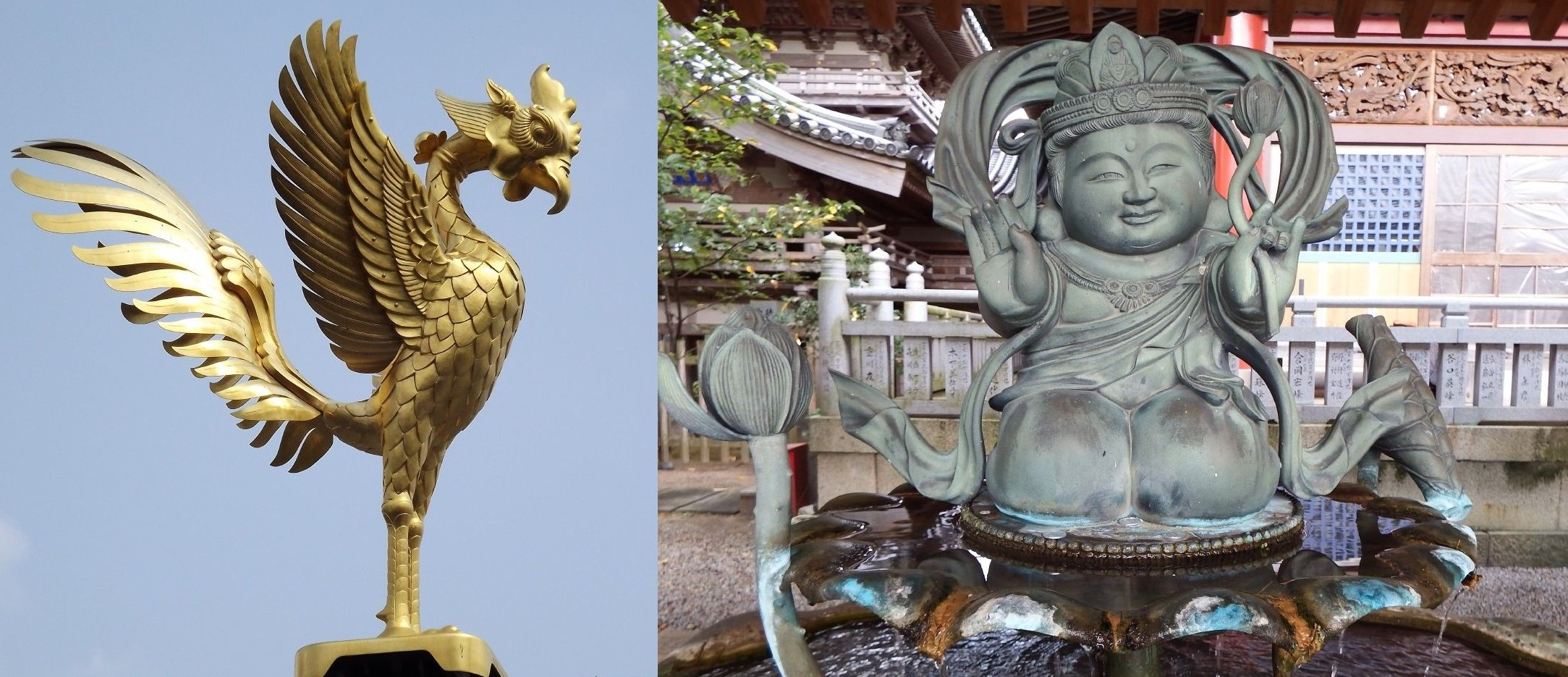
金剛宝拝殿の屋根には鳳凰が、金泉と銀泉の上には童観音が
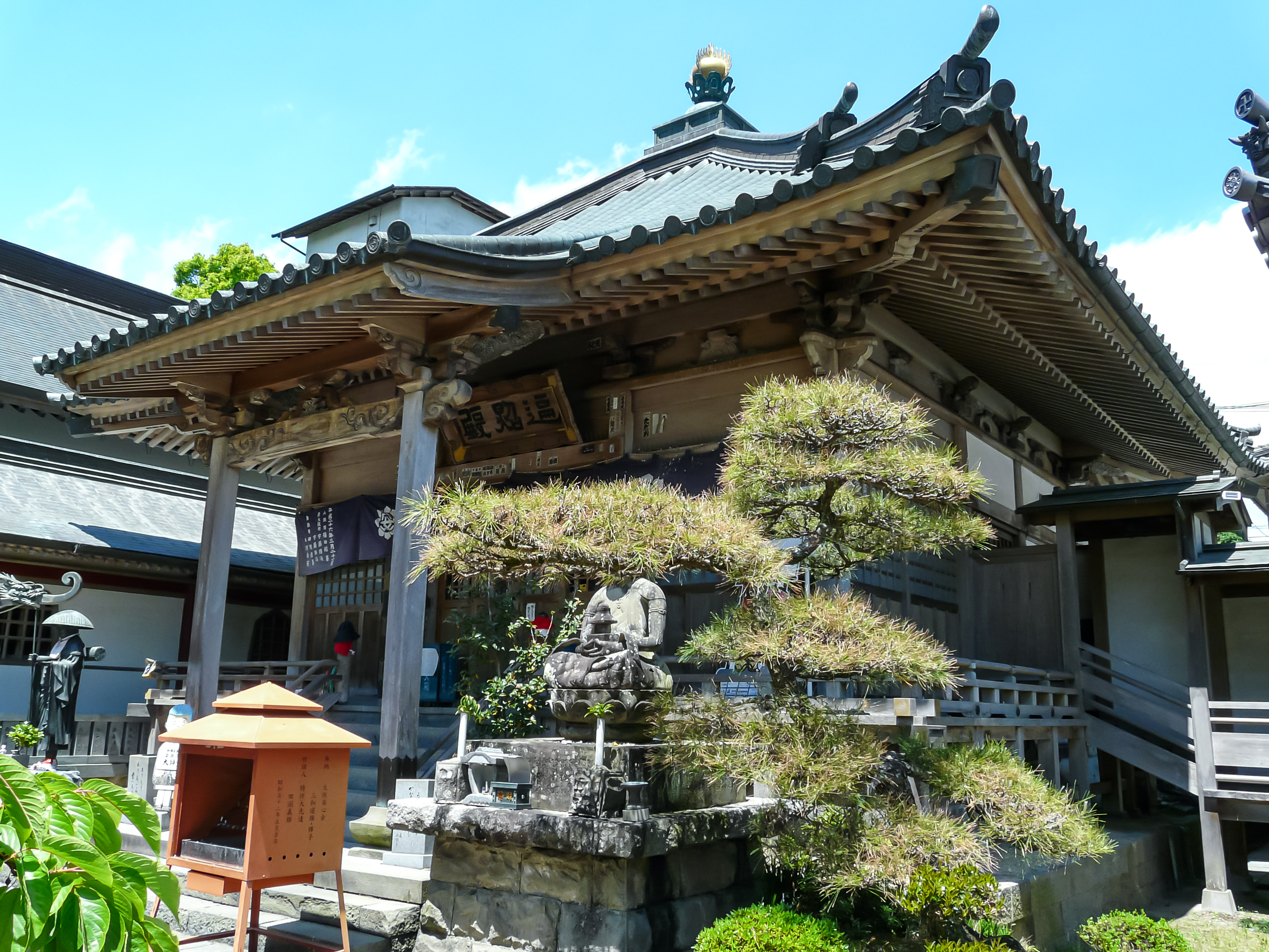
大師堂と右前に逆松
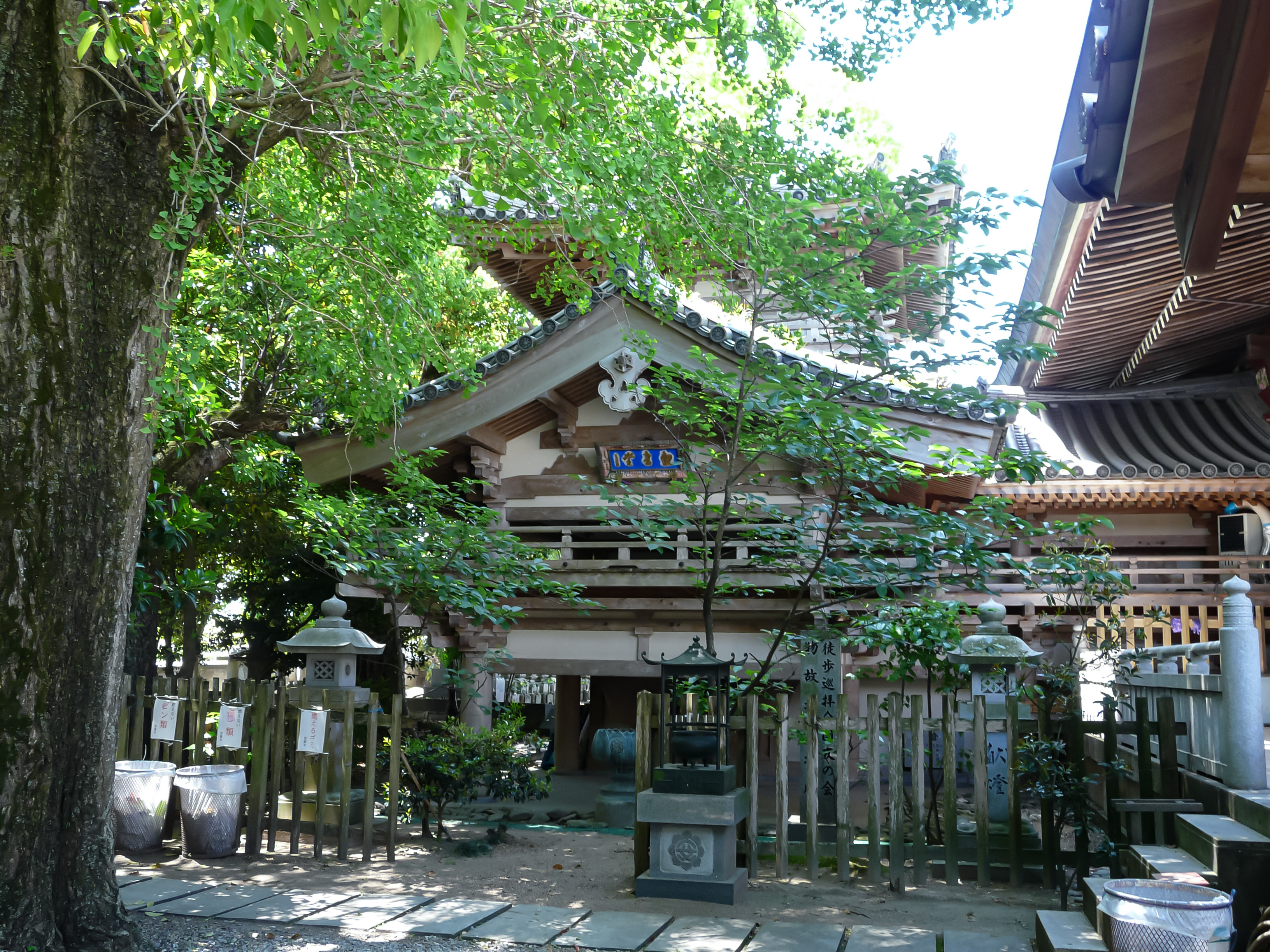
観音堂
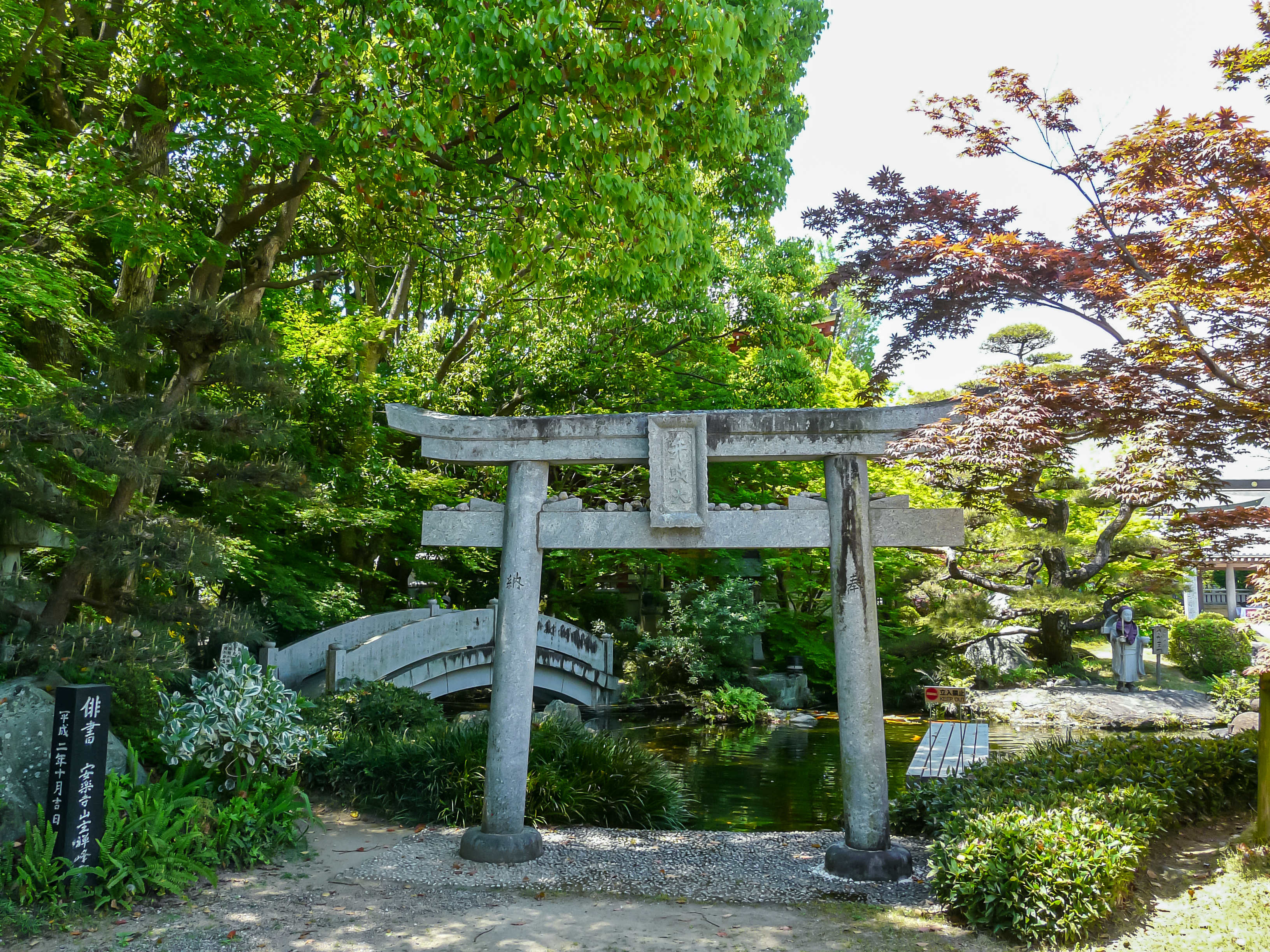
弁財天の扁額の鳥居
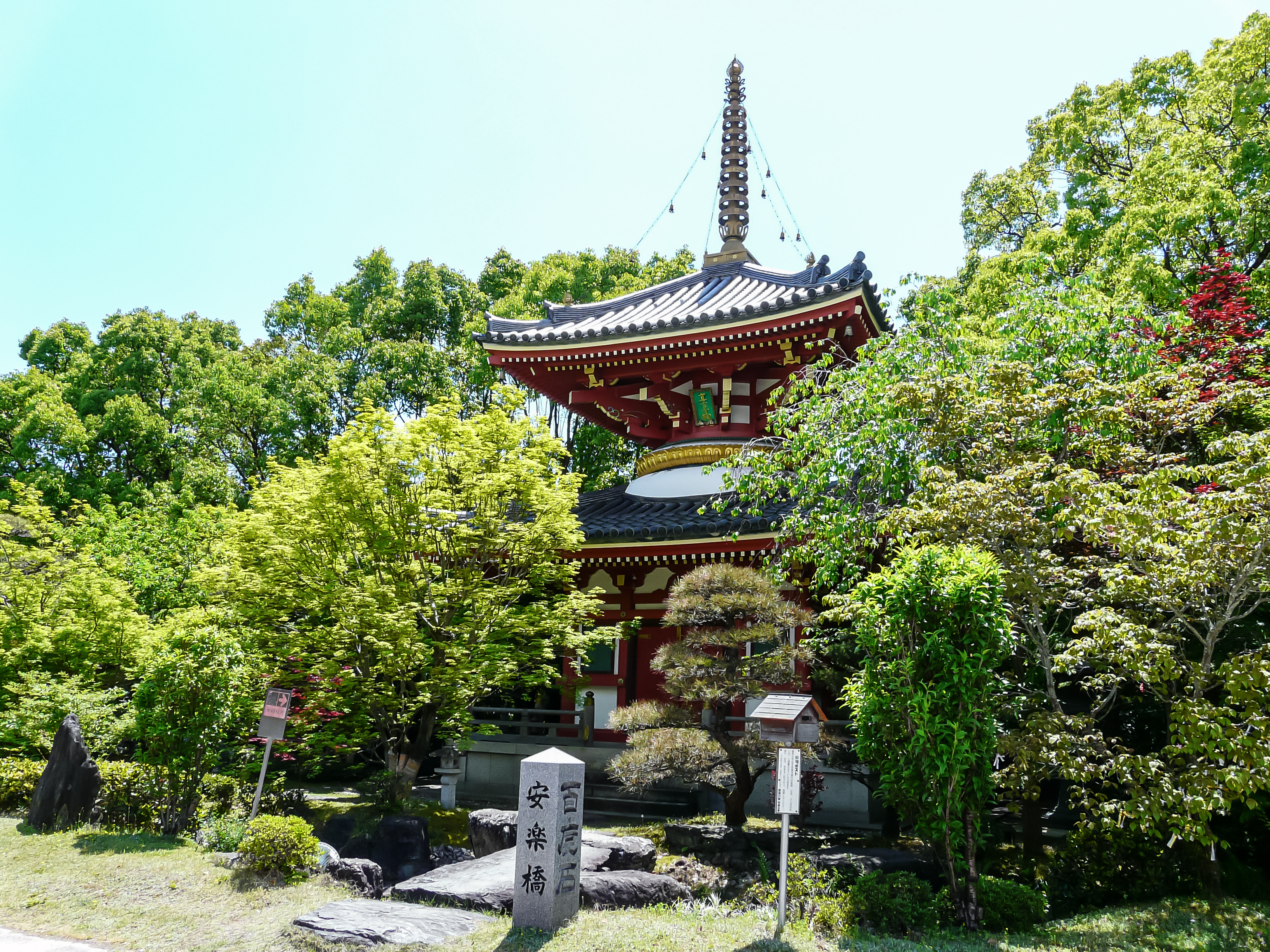
多宝塔
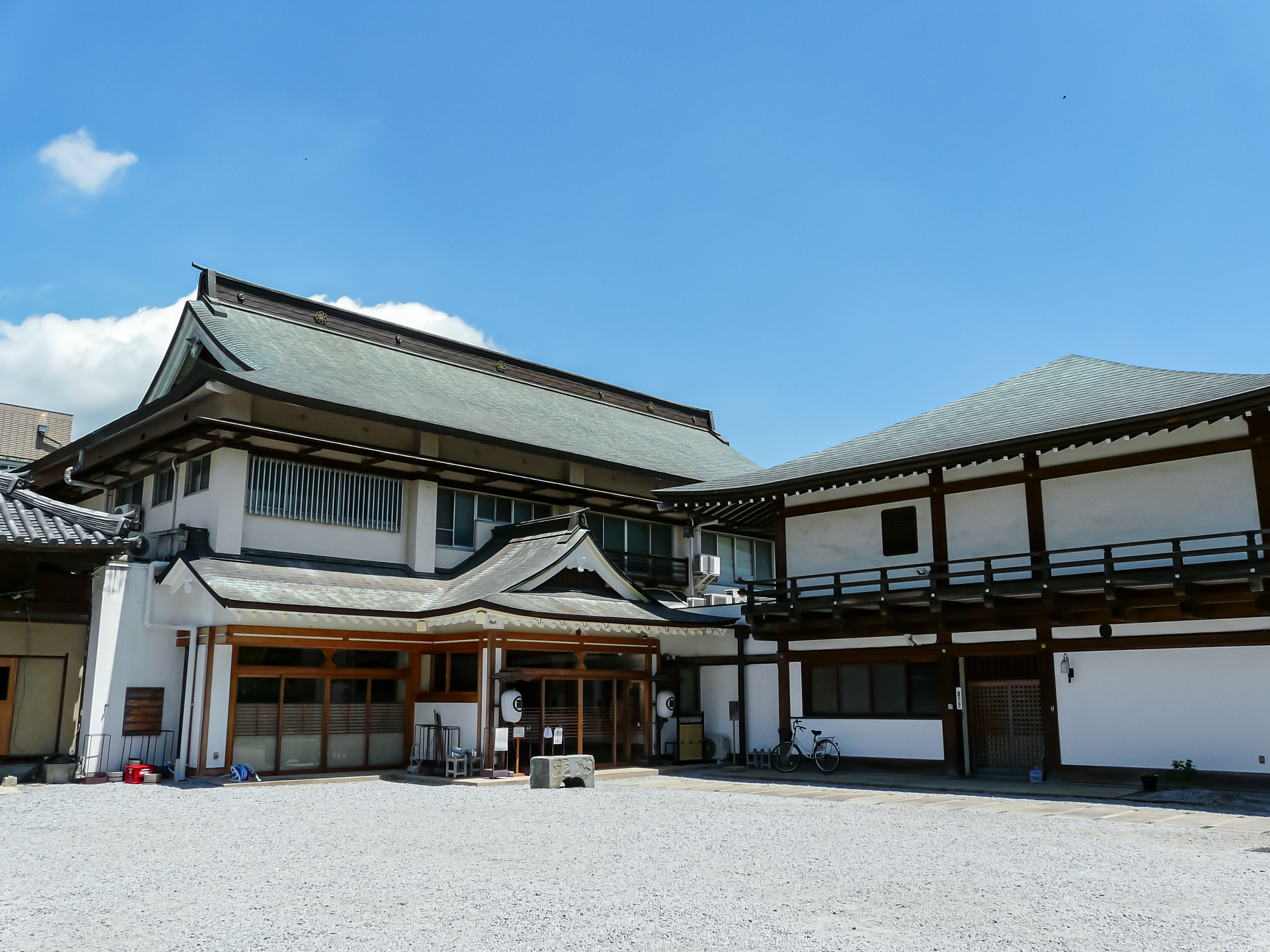
本坊及び宿坊

## 文化財
国の登録有形文化財

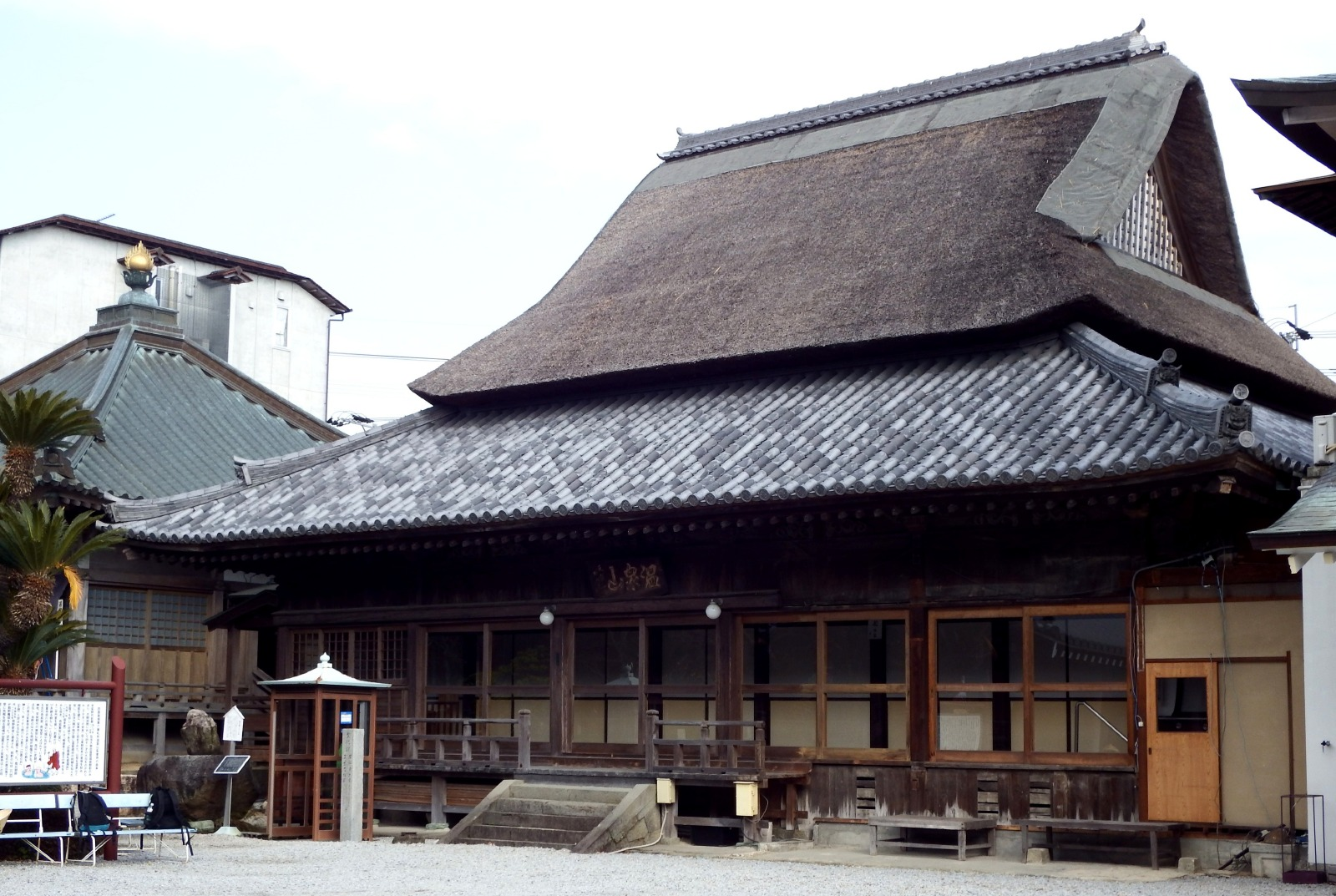
方丈

- 安楽寺方丈 - 入母屋造茅葺（一部本瓦葺）の方丈。江戸後期の建立。内部の上段の間は、藩主の座所と伝えられている。平成21年（2009年）8月25日指定。[3]

上板町指定有形文化財
- 古文書 丸山徳弥の文書
- 古文書 駅路寺
- 板額

## アクセス
鉄道
- 四国旅客鉄道（JR四国） 高徳線 - 板野駅下車 (8.5 km)、徳島線 - 牛島駅下車 (6.9 km)

バス
- 徳島バス 鍛冶屋原線 「東原」下車 (0.6 km)

道路
- 一般道：県道139号線 安楽寺 (0.1 km)
- 自動車道：徳島自動車道 土成IC (3.4 km)

## 前後の札所
四国八十八箇所
5 地蔵寺 -- (5.3 km)-- 6  安楽寺 -- (1.2 km)-- 7 十楽寺
阿波北嶺薬師霊場
1 神宮寺 -- 2 安楽寺 -- 3 和泉寺